# Arctolamia grisea
Arctolamia grisea là một loài bọ cánh cứng trong họ Cerambycidae.